# Phare de São Miguel-o-Anjo
Le phare de São Miguel-o-Anjo (aussi appelé Torre, Capela ou Ermida de São Miguel-O-Anjo) est un phare situé dans la freguesia de Aldoar (pt) de la ville de Porto, dans le district de Porto (Région Nord du Portugal).
Il est désormais désactivé et classé comme Immeuble d'intérêt public

## Histoire
Le phare de São Miguel-o-Anjo est le plus ancien phare existant au Portugal et l'un des plus anciens d'Europe. Il a été conçu par l'architecte italien Francesco da Cremona, et le projet a été achevé en 1538. En 1528, Miguel da Silva, évêque du Diocèse de Viseu, a ordonné la construction de la chapelle de São Miguel-o-Anjo, qui fonctionnerait simultanément comme phare pour aider la navigation au large de la côte. Le mur extérieur, orienté vers la rivière, est une inscription en relief sculptée:

Miguel da Silva, Bispo Eleito de Viseu, fês esta torre para governo da entrada dos navios e deu e consignou campos comprados com o seu dinheiro para que, do respectivo rendimento, se acendessem da torre fogos perpetuamente. Ano M. D. XXVIII (1528).
Le phare a été érigé dans une zone urbaine au-dessus de l'embouchure du Douro, à côté du jardin de Passeio Alegre (pt). La structure visible est une tour rectangulaire avec une terrasse à balustrade et une coupole en pierre. Actuellement, la chapelle-phare est entièrement éclipsé par le bâtiment latéral, qui a été construit en 1841 pour servir d'avant-poste à la Garde fiscale (pt).
Au début du 18e siècle, la chapelle a commencé à fonctionner comme une salle de conférence pour les pilotes travaillant le long du Douro. Le phare a été mis hors service en 1882 lorsqu'il a été remplacé par le phare de Senhora da Luz. Au 20e siècle, le phare de la chapelle a continué de fonctionner comme une salle de réunion.
La propriété est sous le contrôle de l'Instituto de Gestão do Património Arquitectónico e Arqueológico depuis le 1er juin 1992. Le 15 avril 2008, le site a été déclaré zone de protection spéciale (ZPS) comme le Fort de São João Baptista.
Identifiant : ARLHS : POR078.
|                  |
| La tour du phare |

|                      |
| Le bâtiment du phare |

|                     |
| Panneau touristique |

### Lien connexe
- Liste des phares du Portugal